# Nazionale femminile di pallacanestro della Giamaica
La nazionale femminile di pallacanestro della Giamaica è la rappresentativa cestistica femminile della Giamaica ed è posta sotto l'egida della Federazione cestistica della Giamaica.

## Piazzamenti

### Campionati americani
- 2007 - 8°
- 2011 - 8°
- 2013 - 7°

### Campionati centramericani
- 2001 - 5°
- 2006 -  3°
- 2010 -  2°

- 2012 - 5°
- 2014 - 6°
- 2017 - 4°

### Giochi panamericani
- 2007 - 8°
- 2011 - 8°

## Formazioni

### Campionati americani
Campionato americano femminile di pallacanestro 20074 Edwards, 5 Williams, 6 Louden, 7 Simmons, 8 Aikens, 9 Holness, 11 Pitterson, 12 Bennett, 13 Gidden, 14 Byfield, 15 Richman,        All. Renta Esamason
Campionato americano femminile di pallacanestro 20114 Edwards, 5 Ashmeade, 6 Louden, 7 Mitchell, 8 Bennett, 9 Dell, 10 McKenzie, 11 Latouche, 13 Gidden, 14 Moseley, 15 Jackson,        All. Sam Vincent
Campionato americano femminile di pallacanestro 20134 Edwards, 5 Gardner, 6 Smith, 7 Gordon, 8 Dixon, 9 McKenzie, 10 Mitchell, 11 Latouche, 12 Salmon, 13 Gidden, 14 Lamonth, 15 Ashmeade,        All. Timothy Eatman

### Campionati centramericani
Campionato centramericano femminile di pallacanestro 20064 Edwards, 5 Aikens, 6 Redley, 7 Lemonius, 8 Fung, 9 Reid, 10 Wiles, 11 Pitterson, 12 Messam, 13 Gidden, 14 Richman, 15 Byfield,        All. -
Campionato centramericano femminile di pallacanestro 20104 Edwards, 5 Gordon, 6 Louden, 7 Mitchell, 8 Fung, 10 Pitterson, 11 Latouche, 12 Bidwell, 13 Gidden, 14 Moseley, 15 Ashmeade,        All. -
Campionato centramericano femminile di pallacanestro 20124 Dell, 5 Gardner, 6 Smith, 7 Ashmeade, 8 S. Dixon, 9 Gordon, 10 Kelly, 11 Latouche, 12 McKenzie, 13 Byfield, 14 Lamonth, 15 Mitchell,        All. -
Campionato centramericano femminile di pallacanestro 20144 Richards, 5 Gardner, 6 Smith, 7 Gordon, 8 S. Dixon, 9 Byfield, 10 Mitchell, 11 Latouche, 12 Jackson, 14 L. Dixon, 15 Ashmeade,        All. Simone Edwards
Campionato centramericano femminile di pallacanestro 20174 T. Gordon, 5 A. Gordon, 6 Dell, 7 L. Gordon, 8 Dixon, 9 Draggon, 10 Latouche, 11 Smith, 12 Dias, 13 Y. Gordon, 14 Lamonth, 15 Bannister,        All. Timothy Eatman

### Campionati caraibici
Campionato caraibico femminile di pallacanestro 20064 Edwards, 5 Redley, 6 Pedley, 7 Lemonius, 8 Fung, 9 Reid, 10 Wiles, 11 Pitterson, 12 Messam, 13 Gidden, 14 Bromfield, 15 Byfield,        All. -
Campionato caraibico femminile di pallacanestro 20144 Aikens, 5 Gardner, 6 Smith, 7 Gordon, 8 Dixon, 9 Byfield, 10 Mitchell, 11 Latouche, 12 Jackson, 13 George, 14 Lamonth, 15 Dias,        All. Simone Edwards
Campionato caraibico femminile di pallacanestro 20154 T. Gordon, 5 Johnson, 6 Dell, 7 L. Gordon, 8 Aikens, 9 Byfield, 10 Mitchell, 11 Smith, 12 Jackson, 13 Y. Gordon, 14 Lamonth, 15 George,        All. -
Campionato caraibico femminile di pallacanestro 20224 Kelly, 5 Gordon, 6 Amen-Ra, 7 Sturridge, 8 Bryant, 10 Ayre, 11 Allison, 12 Cowan, 13 Treasure, 14 Mitchell,        All. O'Neil Brown

### Giochi panamericani
Pallacanestro femminile ai XV Giochi panamericani4 Edwards, 5 Williams, 6 Louden, 7 Jackson, 8 Aikens, 9 Wiles, 10 Messam, 11 Pitterson, 12 Bennett, 13 Gidden, 14 Richman, 15 Byfield,        All. Rerita Esannason
Pallacanestro femminile ai XVI Giochi panamericani4 Dell, 5 Kelly, 6 Gordon, 7 Farquharson, 8 Dixon, 9 Facey, 10 Brown, 11 Moodie, 12 Dias, 13 Jackson, 14 Lamoth,        All. Richard Polack

### Giochi del Commonwealth
Pallacanestro ai XXI Giochi del Commonwealth - Torneo femminile4 T. Gordon, 5 A. Gordon, 7 L. Gordon, 8 Dixon, 9 Byfield, 10 Smith, 11 Latouche, 12 Jackson, 14 Cowan, 15 George,        All. O'Neil Brown